# Evelyn Reed
Evelyn Reed, née en 1905 et morte en 1979, est une philosophe américaine, une critique sociale, écrivaine des sciences, défenseure des droits des femmes. Son livre Évolution de la femme (Woman's Evolution), conteste la vision androcentrique de l'évolution de l'homme dans l'Histoire. Elle établit par ses recherches anthropologiques que les femmes ou les mères créent les compétences sociales nécessaires à l'évolution des hominidés.